# روزگار ساکاموتو
روزگار ساکاموتو (به انگلیسی: Sakamoto Days) مجموعه مانگا ژاپنی به نویسندگی و تصویرگری یوتو سوزوکی است که از نوامبر ۲۰۲۰ در مجله هفته‌نامه شونن جامپ منتشر می‌شود و تا اوت ۲۰۲۴، فصل‌های آن در ۱۸ جلد تانکوبون از جمع‌آوری شده است. روزگار ساکاموتو تا آگوست ۲۰۲۴، بیش از ۵٫۵ میلیون نسخه در تیراژ داشت.
داستان دربارهٔ یک قاتل افسانه ای به نام تارو ساکاموتو است که بازنشسته شده و زندگی آرام و پیش پا افتاده‌ای دارد تا اینکه بدخواهان و دشمنان سابق او برای انتقام به سراغش می‌آیند و زندگی آرام او مختل می‌شود. ساکاموتو برای محافظت از خانواده و عزیزانش، باید از مهارت‌های رزمی استثنایی خود برای رویارویی با دشمنان بهره ببرد و در عین حال ظاهر معمولی خودش را حفظ کند.
مجموعه تلویزیونی انیمه اقتباس شده از این اثر ساخته استودیو تی‌ام‌اس انترتینمنت قرار است در ژانویه ۲۰۲۵ در تی‌وی توکیو نمایش داده شود. نتفلیکس لایسنس پخش جهانی را دارد.

## داستان
تارو ساکاموتو قبلاً یک هیتمن بی‌رقیب بود و جایگاهی افسانه‌ای داشت تا اینکه یک روز عاشق می‌شود و بعد از ازدواج و تشکیل خانواده بازنشسته می‌شود و با اضافه وزنی که دارد در یک فروشگاه ساده کار می‌کند. ساکاموتو اخبار دنیای قاتل‌ها را همچنان دنبال می‌کند تا اینکه متوجه تهدیداتی از بدخواهان و دشمنان قدیمی می‌شود در نتیجه همراه با کارمندش باید از زندگی خانواده اش محافظت کند.